# أول بول
أول بول (بالنرويجية البوكمول: Ole Bull؛ بالإنجليزية: Ole Bull) هو موسيقي أكاديمي وملحن أمريكي ونرويجي، ولد في 5 فبراير 1810 في برغن في النرويج، وتوفي بنفس المكان في 17 أغسطس 1880.

## وصلات خارجية
- أول بول على موقع الموسوعة البريطانية (الإنجليزية)
- أول بول على موقع ميوزك برينز (الإنجليزية)
- أول بول على موقع أول ميوزيك (الإنجليزية)
- أول بول على موقع ديسكوغز (الإنجليزية)